# Nicolas Scianimanico
Nicolas Scianimanico est un céiste français né le 24 mai 1992 à Foix, en Ariège.

## Biographie
Nicolas Scianimanico est formé au club Foix Canoë-kayak eau vive ainsi que son frère Tom. Leur père Mario Scianimanico, kinésithérapeute de l'équipe de France de 1999 à 2012, a été un proche collaborateur de Tony Estanguet.
Il remporte aux Championnats d'Europe de slalom 2017 la médaille d'or en canoë biplace par équipes. Aux Championnats d'Europe de slalom 2018, il est médaillé de bronze en canoë biplace par équipes.